# Richard Cantillon
Richard Cantillon (Irlanda; c. 1680 - Londres; 1743) fue un economista franco-irlandés, autor del  "Essai sur la Nature du Commerce en Général" (Ensayo sobre la naturaleza del comercio en general). Fue considerado por William Stanley Jevons como "la cuna de la Economía política".

## Biografía
Fue un economista irlandés nacido alrededor del año 1680 y murió en 1735 en Gran Bretaña. Su vida intelectual se desarrolló durante el final de la vigencia de las ideas mercantilistas, pocos años antes del florecimiento de la fisiocracia.
Su vida es bastante desconocida a pesar de que murió multimillonario y a avanzada edad se conoce que nació en el condado de Kerry, en Irlanda, en el seno de una familia terrateniente. Su primo emigró a París y se convirtió en un próspero banquero. En 1714 se trasladó a París, trabajando como asistente de su primo. En dos años Cantillon se hizo con la propiedad del banco de su primo. Hizo una gran fortuna especulando con valores de John Law, concretamente veinte millones de libras, al ver antes que los demás que la burbuja iba a estallar en poco tiempo, posteriormente contrajo matrimonio con la hija de un general irlandés.
Muere asesinado en el año 1735 por un cocinero, quien además incendió su casa para encubrir el crimen tras escapar con los objetos más valiosos.

## Ensayo sobre la naturaleza del comercio en general

Essai sur la nature du commerce en général, 1955

Su única obra conocida es el Ensayo sobre la naturaleza del comercio en general,  escrita en torno a 1730 y publicada en francés veinte años después de su muerte. En la misma, el autor realiza un análisis sobre la mayor parte de los elementos de la economía de su tiempo, en la que no solo existen elementos fisiócratas y mercantilistas, sino que adelanta percepciones de la Economía clásica e incluso de la escuela austriaca y del keynesianismo.
Debido a la censura, este trabajo circuló manuscrito en círculos intelectuales. Se piensa que el Essai  francés es una traducción de un original en inglés desaparecido. La obra se divide en tres partes: en la primera se tratan algunos temas generales como las agrupaciones humanas, los salarios, la teoría del valor y el uso de los metales preciosos como moneda. En la segunda se desarrolla una teoría monetaria. Y en la tercera se tratan los temas del comercio exterior y los intermediarios financieros.
El ensayo de Cantillon es una obra injustamente olvidada, que posee méritos para ser un clásico de primer orden, siendo el primer tratado sobre economía completo y moderno, por lo que se le ha considerado por muchos como el padre de la economía política, frente a la opinión mayoritaria que consideran a Adam Smith el merecedor de este honor. Cantillon supo separar el análisis económico de consideraciones morales y políticas, frente a la economía moral escolástica y a la economía maquiavélica de los mercantilistas. Cantillon es también un precursor de una gran cantidad de ideas posteriores: reduce los costes de producción al factor tierra, siendo un precedente de los fisiócratas además es el verdadero creador del tableau économique;  su teoría del valor tiene elementos clásicos, al ser una teoría del coste de producción; se aventura a calcular el coste de producción de una unidad trabajo como haría posteriormente Marx; tiene una teoría del empresario como la de Knight; su teoría monetaria es claramente keynesiana; etc. También tiene unas ideas mercantilistas muy refinadas cuando estudia que tipo de bienes interesa exportar e importar a un país, pero sin llegar a confundir nunca oro con riqueza.
El Ensayo sobre la naturaleza del comercio en general fue olvidado tras la publicación de La riqueza de las naciones a pesar de que Cantillon es el único autor citado en la obra de Smith. Cantillon fue víctima del culto a los economistas clásicos y en especial a Smith que hizo ver erróneamente que antes de 1776 no hubiese más economía que la de los mercantilistas y la de Quesnay. Por ello tuvo que ser redescubierta por Stanley Jevons en un pequeño ensayo publicado en 1881 y titulado Richard Cantillon y la nacionalidad de la economía política en el que defiende que la paternidad de la economía política pertenece al este autor. (Rothbard [1995] y Jevons [1881]).

## Teoría del valor
A lo largo de la historia del pensamiento económico han convivido dos teorías del valor económico : la teoría subjetiva o utilitarista y la teoría objetiva o Teoría del valor como costo de producción. La teoría objetiva, originalmente propuesta por William Petty y desarrollada por Cantillon, fue generalmente aceptada por los clásicos, parte de la idea de que el valor nace de la suma de los costes de producción –tierra (o recursos naturales) y trabajo-. Adam Smith adoptó esta postura al resultarle más fácil encontrar el origen del valor.
No obstante que hay una serie de economistas, sobre todo austriacos, que ven en el ensayo de Cantillon una teoría mixta, la teoría del valor de Cantillon es claramente una teoría objetiva.

### Teoría de la oferta

#### El coste de producción
Como se vio anteriormente al analizar capítulo a capítulo el ensayo, Cantillon considera, como Petty, que existen únicamente dos factores de producción, la tierra y el trabajo. El olvido del capital se justifica porque esta obra fue publicada en el siglo XVIII, cuando el capitalismo se encontraba en estado embrionario. William Petty había publicado lo siguiente en su libro Treatise of taxes and contributions: Todas las cosas deben evaluarse conforme a dos elementos naturales, a saber: la tierra y el trabajo; esto es, que un barco o una pieza indumentaria valen una cierta medida de tierra y otra cierta medida de trabajo, en cuanto que ambas cosas son producto de las tierras y del trabajo humano aplicado a ellas. En serio es muy vacano y da lugar a nuevas Economías. Si esto es verdad, tendremos la fortuna de encontrar una paridad natural entre la tierra y el trabajo, e igualmente podemos expresar el valor de cada uno de ellos por separado o mejor recíprocamente, y reducir uno a otro con la misma facilidad y exactitud que podemos reducir peniques a libras.  Esta cuestión que Petty dejó sin resolver era para este autor la consideración más importante de la Aritmética Política.  (Textos citados en Benítez y Robles [1985]). Pues bien, uno de los grandes méritos de Richard Cantillon fue encontrar una respuesta a esta cuestión. La teoría de Cantillon se basa en el siguiente razonamiento: el hombre necesita alimentos para vivir, se trata de un precedente del estudio del coste de producción de una unidad de factor trabajo de Karl Marx, La tierra es el único factor de producción y esto hace que los terratenientes sean los únicos generadores de riqueza a pesar de ser mayoritariamente una clase ociosa. Cómo Cantillon repite constantemente a lo largo de su ensayo, "todas las clases y todos los hombres de un Estado subsisten o se enriquecen a costa de los propietarios de tierras". Si existe mucha tierra habrá abundancia y en situación de abundancia los hombres se reproducen: Los hombres se multiplican como los ratones en una granja, si cuentan con medios ilimitados para subsistir.  La justificación de que a más tierra más renta por trabajador no tiene nada que ver con los rendimientos decrecientes de la tierra de Malthus sino a través de un estudio relacionado con la mortalidad infantil. Pero el hecho de tener muchos hijos tiene el inconveniente de que el agricultor de este modo vivirá peor porque tendrá que trabajar para él y para sus hijos, con lo que tendrá que olvidarse de bienes de calidad como el vino o la carne.
En realidad nos encontramos con una especie de elección entre dos fines alternativos (hijos o bienes) con recursos escasos (tierra a disposición del agricultor), la elección óptima dependerá de factores culturales y tecnológicos. Así, los chinos tienen la obligación religiosa de tener cuantos hijos puedan mantener, prohibiéndose el lujo. El resultado de esto es que los chinos necesitan muy poca tierra para crear un trabajador. Los indios americanos, por el contrario, son un pueblo cazador y, debido a este motivo tecnológico, requieren mucha tierra para mantener a un hombre. Y, por último, hay otro elemento que influye en la cantidad de tierra necesaria para mantener a un trabajador: los gustos de los terratenientes tal como indica el nombre del capítulo decimoquinto: la multiplicación y el descenso en el número de habitantes de un Estado dependen principalmente de la voluntad, de los modos y maneras de vivir de los terratenientes, así, si a un terrateniente le gustan los caballos dejará un porción de tierra sin cultivar, como pasto, por lo que en ella no podrán sobrevivir tantos trabajadores como si se cultivase. Además, si un terrateniente compra bienes de lujo del extranjero tendrá que pagarlos con productos alimenticios impidiendo el sustento de muchos compatriotas y reduciendo así el número de trabajadores en un Estado, el siguiente párrafo es muy claro:  Si las damas de París se complacen en llevar encajes de Bruselas, y Francia paga dichos encajes con vino de Champagne, hará falta pagar el producto de un solo acre, destinado al cultivo de lino, con el producto de más de 16,000 acres de viñedo (...) en este tipo de comercio se sustrae gran copia del producto de la tierra a la subsistencia de los franceses, y que todos los artículos enviados a países extranjeros, cuando en compensación no se reciben otros igualmente valiosos, tienden a disminuir el número de habitantes del Estado. 
En resumen, una vez determinado la cantidad de tierra necesaria para que un hombre pueda vivir sólo hay que dividir la tierra disponible entre esa cantidad y tendremos el volumen poblacional óptimo en ese lugar dadas las circunstancias tecnológicas y culturales del lugar. Por lo tanto, determinando la tierra disponible determinaremos el número de trabajadores y así la función de producción quedará simplificada a una función cuyo único factor productivo es la tierra. 
A pesar de todo Cantillon no aclara cual es exactamente la paridad entre tierra y trabajo, ya que dicha paridad depende de la productividad de la tierra, de la función de utilidad de los trabajadores y de los caprichos de los propietarios de tierras. Para ello se sirve de la moneda, así si un hombre gana una onza de plata, diariamente con su trabajo, y otro no gana más que media onza en el mismo lugar, se puede concluir que el primero tiene disponible el doble de producto de la tierra que el segundo. 
El coste de producción es igual al coste del trabajo y de la tierra empleados en la producción de una cosa –y simplificando podremos explicar el número de trabajadores en función de la cantidad de tierra-. Este coste de producción es lo que Cantillon denomina valor implícito.

#### El margen empresarial
Al valor implícito se le añade un margen derivado del uso que los empresarios hacen de los bienes. Estos empresarios son empresarios-riesgo que adquieren los bienes y los transportan a un lugar donde estimen que puedan venderlos a buen precio a través de un sistema de regateos, que Cantillon considera el menos malo posible. El margen dependerá del juego de la oferta y la demanda. Se trata de un mundo incierto, muy distinto al estático mundo ricardiano y neoclásico de certeza absoluta. Por lo tanto, Cantillon considera que, desde el lado de la oferta, valor es igual a coste de producción (valor implícito) más un margen empresarial. En principio es una teoría objetiva en toda regla, sin embargo, Cantillon considera que en ocasiones el precio de mercado dista de este precio debido a motivos subjetivos relacionados con los caprichos individuales: Pero ocurre a menudo que muchas cosas, actualmente dotadas de un cierto valor intrínseco, no se venden en el mercado conforme a ese valor: ello depende del humor y la fantasía de los hombres y del consumo que de tales productos se hace,  sin embargo la teoría de Cantillon es objetiva ya que da a estas variaciones una importancia marginal, la excepción que confirma la regla. Así, más adelante dice: Sin embargo, en las sociedades bien administradas, los precios de los artículos, y mercaderías en el mercado, cuyo consumo es bastante constante y uniforme, no difieren mucho del valor intrínseco. 
Otro argumento por el que muchos autores (Rothbard [1995] y Hébert [1985]) consideran a Cantillon defensor de una teoría subjetiva se encuentra en el siguiente párrafo: Un americano que vende pieles de castor a un europeo queda con razón sorprendido al saber que los sombreros de lana son tan buenos para el uso como los que se confeccionan con pelo de castor, y que toda la diferencia, motivada por un transporte tan largo, no consiste sino en la fantasía de quienes encuentran los sombreros de pelo de castor más ligeros y más agradables a la vista y al tacto. Sin embargo, defiendo que este párrafo es rebatible por el párrafo anterior que asegura que normalmente el precio no difiere del valor intrínseco, además, la misma localización del ejemplo de los sombreros también rebate ese argumento subjetivista, ya que no se encuentra en los capítulos donde Cantillon muestra su teoría del valor, sino en un capítulo de comercio exterior. Dentro de este capítulo hay un ejemplo más claro de una teoría subjetiva: Si el precio que las damas pagan por los encajes no cubre todos los costes y da beneficios, no habrá ningún incentivo para esta manufactura y el emprendedor dejará de llevarla adelante o se irá a la quiebra; pero, como hemos supuesto que se continúa con esta manufactura, es necesario que todos los costes sean cubiertos por los precios que pagan las damas de París.  Este sí es un buen argumento para defender una teoría subjetiva, sin embargo, dada la mayor insistencia de Cantillon en términos como valor intrínseco y dado que los argumentos que sugieren una teoría subjetiva no se encuentran en los capítulos en los que Cantillon trata de responder al enigma del valor me decanto por una teoría objetiva.

### Teoría de la demanda
Una vez analizada la oferta debemos analizar la demanda para completar el análisis. Y, si bien el análisis de la oferta ha sido muy interesante no puede decirse lo mismo de la demanda, que carece de la imaginación del análisis anterior.
Lo primero que hay que decir es que Cantillon otorga una preponderancia a la demanda sobre la oferta, son los productores los que se adaptan a las nuevas exigencias de los consumidores cambiando sus cultivos y produciendo cosas distintas.
La demanda depende de dos factores, el primero de ellos es el número de consumidores y el segundo los gustos de los propietarios, así: Las fantasías, modos y maneras de vivir del príncipe, y en particular de los propietarios de las tierras se destinan en un Estado, y causan, en el mercado, las variaciones de los precios de todas las cosas.  El motivo de esta importancia se deriva no sólo del importante peso relativo de este grupo (Cantillon estima que absorben un tercio de la producción de la tierra) sino también del efecto imitación, pues son los ciudadanos más admirados de un estado y el resto de las clases pudientes intentan consumir como ellos.

### Política comercial
Los fines últimos de la política comercial son para Cantillon incrementar el nivel de vida de los habitantes de un país e incrementar su número. Para ello se requiere que en la política de intercambios con el exterior el país tenga un superávit en la tierra que llevan incorporados los productos. Cantillon considera que los productores de un bien vendido al exterior viven a costa de los consumidores extranjeros, y es conveniente que el número de trabajadores nativos que viven a costa de los consumidores extranjeros sea mayor que el número de trabajadores extranjeros que viven a costa de los consumidores nacionales. Si Bruselas vende a París tejidos (bien intensivo en factor trabajo) por valor de cien mil onzas de plata, que ocupa a dos mil personas, quienes para vivir necesitan seis mil acres de tierra, entonces Francia está entregando a Brabante el equivalente a seis mil acres de tierra y sustento para dos mil habitantes, esta tierra de no haber esta compra sería utilizada en el mantenimiento de dos mil franceses, por lo que Francia saldría perjudicada de esta venta. Supongamos ahora que para compensar esta venta París envía a Bruselas otras cien mil onzas de plata en vino, equilibrando así la balanza comercial. En este caso la balanza comercial está equilibrada pero no así el número de trabajadores que viven a costa del extranjero, de sus tierras. Francia sale perjudicada de este intercambio porque, al ser el vino un bien intensivo en factor tierra y las telas un bien intensivo en trabajo, la cantidad de tierra que se quita del sustento de campesinos franceses para financiar la adquisición de telas es superior que la tierra que Francia se ahorra de utilizar en el caso de que hubiese que producir las telas en territorio francés. De este modo, un país pequeño como Brabante puede tener una gran población a pesar de tener tan pocas tierras, al tener un comercio favorable atrae a sí mismo vía exportaciones una cantidad de tierra superior a la que da a los extranjeros vía importaciones, a pesar de que la balanza comercial está equilibrada.
El consejo comercial de Cantillon es claro, fomentar las exportaciones de bienes intensivos en factor trabajo y las importaciones de bienes intensivos en factor tierra y frenar las opuestas. Se trata del único consejo mercantilista e intervencionista de Cantillon, quien a lo largo de toda la obra muestra una defensa de la libertad económica.

## Teoría monetaria
El ensayo de Cantillon es un texto muy completo, pues en él se tratan todos los temas económicos excepto la imposición. En el presente apartado me voy a referir a la teoría monetaria de Cantillon, y, al igual que hice con la teoría del valor voy a dividir este tema en varios apartados.

### El valor del dinero
En lo que respecta a este apartado, podemos definir a Cantillon como un metalista teórico, al considerar que el valor de una cierta cantidad de oro o plata vale, como todos los bienes del mercado, lo mismo que la tierra y el trabajo empleados en su consecución más un margen empresarial. Cantillon, autor del siglo XVIII, identifica dinero con metales preciosos y, aunque desarrolla toda una teoría sobre el dinero de papel no estima la posibilidad de un patrón fiduciario.

### La teoría cuantitativa

#### La velocidad de circulación del dinero
Uno de los conceptos de mayor importancia que surgen de la teoría de Cantillon es la  “velocidad de circulación del dinero”. Al analizar la cantidad necesaria de dinero para que un país funcione adecuadamente, Cantillon razona que, puesto que la mitad del producto de la tierra se transfiere o intercambia monetariamente será preciso una cantidad de dinero que valga 2/3 del producto anual de la tierra, para que los intercambios se realicen cómodamente, sin embargo si suponemos que estos intercambios se realizan seis veces al año será necesario únicamente una cantidad de moneda igual a 1/9 del valor del producto anual de la tierra. En este razonamiento, Cantillon se da cuenta de que una variación en la frecuencia de los pagos –la velocidad de circulación del dinero- tiene el mismo efecto que una variación en la cantidad de dinero en circulación: cinco mil onzas, pagadas dos veces, producirán el mismo efecto que diez mil onzas, pagadas una sola vez. 
Una vez descubierto el concepto de velocidad de circulación del dinero, Cantillon examina de qué forma varía dicha velocidad. Frente a cuantitativistas posteriores que consideraron que es fija o, al menos estable, en el corto plazo, Cantillon analiza distintos hechos que hacen que varíe. Por ejemplo la existencia de fondos ociosos que puede variar según el ánimo más osado o medroso del ahorrador y según los riesgos. E incluso la misma cantidad de dinero en circulación: Se comprende, así, que cuando en un Estado se introduce una respetable cantidad de dinero excedente, este dinero dé un nuevo giro al consumo, e incluso una nueva velocidad a la circulación, si bien no es posible indicar en qué medida. 

#### La relación entre el dinero y la producción
Una vez establecida la existencia de una velocidad de circulación del dinero, y junto con el convencimiento de que la llegada de metal americano hizo subir los precios, el completar la ecuación de Briscoe M=P·T con una V, dando lugar a la Teoría de Fisher M·V=P·T era cosa sencilla y, si bien no llegó a explicitar esta ecuación, sí llegó a intuir su funcionamiento, como pone de relieve su análisis monetario. En este sentido, Cantillon no es un cuantitativista ortodoxo ya que postula que un incremento en la cantidad de dinero en circulación provoca importantes efectos reales, el dinero para Cantillon no es en absoluto neutral.
Según Cantillon el oro puede entrar en un país a través de distintos medios:
- Descubrimiento de nuevas minas.
- Balanza comercial con superávit.
- Transferencias del exterior.
- Préstamos de extranjeros al Estado o a particulares.
- Uso de la violencia.

Los efectos de cada uno de ellos son ligeramente distintos, aunque resumidamente consistirían en todos casos en un enriquecimiento de los perceptores de ese nuevo oro, quienes aumentarán su consumo dando ocupación a nuevos trabajadores que les subministrarán bienes y servicios, los cuales también se enriquecerán. Nótese que en este razonamiento hay un clarísimo precedente keynesiano, al considerar que existen fuerzas productivas no empleadas que se pondrán en marcha al incrementarse la demanda de un modo artificial. Además, el multiplicador keynesiano también está presente en la forma en que la demanda de consumo se expande a medida que los perceptores del nuevo oro consumen. Como vemos, a corto plazo hay una elevación de la actividad y también cambios relativos en su composición, puesto que la composición del nuevo consumo no tiene porque ser igual a la del viejo.
No obstante, también habrá perjudicados. Al crecer la demanda crecerán los precios y aquellos que no han recibido una parte de ese nuevo oro se empobrecerán, sobre todo aquellos que tengan rentas o salarios fijos. Estos verán reducido su consumo provocando emigración.
La existencia de nuevos ricos incrementará el consumo de bienes de lujo nacionales o exportados, haciendo que la tierra se destine a usos fútiles en vez de a sostener a más trabajadores, provocando un debilitamiento del país.
Y, por último, el encarecimiento de los productos del país los volverá menos atractivos con respecto a los del exterior arruinando a aquellos que trabajen con los bienes más susceptibles de competir con el exterior. Esto ocasionará una salida del dinero del país.
Resumiendo, los efectos de una entrada de dinero son los siguientes:
- Aumento inicial del consumo y la actividad.
- Enriquecimiento de los receptores del oro y de aquellos que produzcan los bienes que demanden estos.
- Cambio en la composición del consumo nacional.
- Alza de precios, diferente para cada producto.
- Empobrecimiento de los receptores de rentas y salarios fijos y de aquellos que produzcan los bienes que demanden estos.
- Aumento del lujo.
- Reducción de la población.
- Empeoramiento de la balanza comercial.

Para el soberano, mientras el país continúe teniendo mucho oro esto será positivo, pues el poder de un imperio se mide por la cantidad de oro que posea. Sin embargo, pronto vendrá el declive, por ello, Cantillon recomienda que el soberano retire dinero de la circulación para imprevistos antes de que el lujo corroa a la nación.
Respecto a la teoría monetaria de Cantillon, Hayek aseguró que la teoría monetaria de Cantillon constituye indudablemente el mayor logro de Cantillon. Por lo menos en este campo, Cantillon fue sin duda la más grande de las figuras pre-clásicas, y en muchos sentidos los autores clásicos no sólo no pudieron superarle sino que ni siquiera le igualaron. (Citado en Rothbard [1985]). Es evidente que el análisis de Cantillon es mucho más complejo y real que un análisis que suponga que ante un incremento de dinero en circulación todos los precios subirán proporcionalmente lo mismo, sin ningún tipo de efecto real.

### El papel de los intermediario financieros
Cantillon conocía bien el mundo financiero, no en vano había regido de una forma exitosa un banco en París, por ello sabía perfectamente qué papel desempeñaban los intermediarios financieros en su época. El primer papel consiste en guardar los ahorros de los ahorradores, quienes todavía no van a disponer de estos fondos para consumir, la economía de Cantillon es consumista, la gente consume todo aquello que gana y el ahorro sólo se origina por un problema de desfase temporal entre renta y consumo. También los agricultores entregan dinero a los bancos como un desfase entre renta percibida y obligación de pago a los propietarios. A cambio de estos ahorros, en metales, el banquero emite billetes con interés. Sin embargo, la emisión de billetes no es igual a la cantidad de metal guardado por el banquero sino superior, ya que el banquero sabe que no todos los pagarés a la vista van a ser liquidados al mismo tiempo, por lo que puede emitir más créditos que pagarés. Todo ello contribuye a incrementar la velocidad de circulación del dinero.
La otra gran función de los banqueros es abaratar los costes de transporte a través de letras de cambio, que permiten sustituir el transporte de oro muy costoso, por el transporte de letras, más barato; si un individuo debe transportar oro de un lugar a otro lo que puede hacer para abaratar los costes de transporte es entregar el oro a un banquero en el lugar de origen en contraprestación de una letra de cambio que obligue a devolver el oro menos una comisión en la sucursal del banco del lugar de destino.

## ElTableau économique
Uno de los análisis más interesantes sobre la circulación de bienes de la época es el Cuadro Económico (en francés: Tableau Économique). Cuando hablamos de tableau économique  por lo general nos solemos referir al análisis que hizo François Quesnay aunque antes que a él debemos referirnos a otros autores precursores: Boisguillebert y (como no) Richard Cantillon. El gran mérito del tableau économique consiste en expresar de un modo sencillo como se efectúa la circulación de bienes a través de la economía, mostrándonos un mundo donde todos los sectores se relacionan entre sí. Se trata claramente de un precedente de la moderna macroeconomía al analizar los equilibrios de las variables agregadas.
Cantillon es un iniciador del tableau de Quesnay. Realmente, tal como dijo Schumpeter, si se prescinde de la forma gráfica del tableau de Quesnay, no es otra cosa que un desarrollo más detallado del esquema de Cantillon  (citado en Fernández López y Pascuzzo [1999]).
En el modelo de Cantillon existen tres grupos sociales básicos: los campesinos, los artesanos y los propietarios. El tableau consiste en las transacciones y transferencias que realizan esos grupos.
Si en el tableau de Quesnay la clase ociosa se califica como parasitaria por consumir parte de la riqueza sin contribuir a la generación de ésta, en el tableau de Cantillon se parte del principio que ya hemos desarrollado de que el único factor de producción es la tierra, por lo que el grupo que genera riqueza es el grupo de los terratenientes, como Cantillon repite machaconamente todos los estamentos y habitantes de un estado subsisten a expensas de los propietarios de las tierras. 
La demanda viene determinada por las decisiones de los terratenientes debido a que poseen una gran parte de la rente generada y a que el resto de las clases por lo general suelen imitar a éstos en su modo de gastar, así existen algunos colonos, maestros artesanos u otros empresarios acomodados que varían en sus gastos y consumo; y éstos toman siempre por modelo a los señores y propietarios de las tierras. Los imitan en su vestido, en su cocina y en su modo de vivir.  Los terratenientes son también los únicos que comercian con el exterior.
Respecto del uso que se da a la renta, los colonos destinan parte de su renta (1/3) a pagar rentas a los terratenientes, otra parte (1/3) para el mantenimiento de la granja y de su familia, de la cual gasta la mitad en materias primas de la ciudad (es decir, un sexto del producto total) y otra (1/3) como beneficio, de la cual la mitad destina al consumo de alimentos y la otra mitad al consumo de bienes de las ciudades (es decir, un sexto de producto total). 
El terrateniente utiliza de ese tercio o dos sextos que recibe como renta agrícola la mitad para el consumo de alimentos (es decir, un sexto de producto total) y la otra mitad para el consumo de bienes de las ciudades (es decir, otro sexto de producto total). Con lo que la ciudad recibe del producto de la tierra 1/6 (materias primas) + 1/6 (consumo de los agricultores) + 1/6 (consumo de los terratenientes) = 1/2. La mitad del producto de la tierra va a parar al campo (granjeros y terratenientes) y la otra mitad a la ciudad (artesanos).
Los artesanos, como hemos dicho, reciben la mitad de la renta total y dicha renta se destina dos tercios para su consumo de alimentos y un tercio para producir materias primas.
De un modo simplificado, podríamos representar gráficamente el tableau économique de Cantillon de la siguiente manera (las flechas indican flujos monetarios):
La conclusión final que se extrae del tableau économique de Cantillon es, al igual que en el de Quesnay, que el mercado se autorregula y se equilibra sin necesidad de influencias externas por parte del Estado. De esto podríamos concluir, aunque Cantillon no lo llega a decir, que laissez faire, laissez passer.

## Legado
La obra de Cantillon fue una de las obras económicas más importantes de su tiempo. Sin embargo, algunos consideran que su ensayo envejeció mal, especialmente en lo referido a la preponderancia del factor tierra que observamos a lo largo de sus páginas. Es evidente que la economía moderna ha cambiado y su teoría sufre de afirmaciones desafortunadas como "los hombres se multiplican como los ratones en una granja, si cuentan con medios ilimitados para subsistir" . Hoy sabemos que la natalidad se ve afectada por factores sociales y, especialmente por el rol de la mujer, que  explican mucho mejor el fenómeno de la natalidad, aunque esta crítica es extensible a otros pensadores clásicos, especialmente a Malthus. 
Otro ataque que se podría hacer a la figura de Cantillon es que, muy bien, Cantillon tuvo unas grandes ideas pero la importancia de un economista se mide por su trascendencia, existen economistas muy controvertidos como Marx, Keynes o Milton Friedman que a pesar de ser muy atacados ni siquiera sus críticos se atreven a negarles la enorme importancia que tuvieron ya que sus ideas cambiaron el mundo fuesen buenas o malas. Para Cantillon la crítica sería: es justo su olvido y la omnipresencia de los clásicos puesto que éstos cambiaron el mundo mientras que Cantillon se limitó a describirlo. Para rebatir este argumento hay que decir que Cantillon sí contribuyó a cambiar el mundo, puesto que fue uno de los maestros de Smith, es el único autor casi contemporáneo citado en la Riqueza de las naciones y su obra influyó notablemente en la del escocés. En cualquier caso, el hecho de transformar en mayor o menor medida el mundo no debería ser uno de los criterios fundamentales para juzgar a un economista, pues esto llevaría a olvidar a Schumpeter, Malthus, Lionel Robbins y otros muchos cuya obra apenas supuso un cambio en la vida del ciudadano de a pie.
Por todo ello es necesario insistir en lo injusto del olvido del autor irlandés, especialmente tras el redescubrimiento de Jevons en 1881, cuando ya se sabía que antes de que apareciesen los clásicos había autores superiores a los mercantilistas y a Quesnay como el propio Cantillon, Boisguilbert, Hume, Locke, Turgot o Galiani. Como señala irónicamente Rothbard (1995), parece como si la ciencia económica surgió de golpe de la cabeza de un único Gran Hombre, como se suponía que había surgido Atenea de la frente de Zeus, crecida y armada. 
En su honor, Mark Blaug creó en 1962 la expresión "Efecto Cantillon" para describir "el efecto diferencial de una inyección de dinero". Este concepto está tomado del capítulo VI de la segunda parte del Ensayo sobre la naturaleza del comercio general y se usa en la actulidad para explicar el efecto regresivo de la inflación.